# Diatessarão

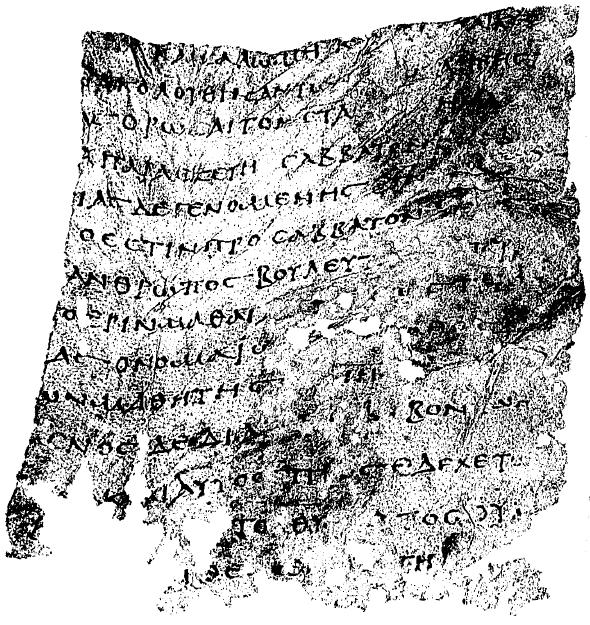
Dura Parchment 24

Diatessarão ou Diatéssaron (c. 160 - 175) é a mais importante Harmonia Evangélica, criada por Tatiano, um apologista e asceta dentre os primeiros cristãos. O termo "diatessarão" em português advém diretamente do latim diatessarōn ("composto por quatro [ingredientes]") e que, por sua vez, derivou do grego διὰ τεσσάρων (dia tessarōn), cujo significado é: διά - dia ("em intervalos de") e tessarōn (genitivo de τέσσαρες, tessares - "quatro"). Tatiano combinou os quatro evangelhos - Mateus, Marcos, Lucas e João - em uma única narrativa. O nome siríaco para esta harmonia é 'ܐܘܢܓܠܝܘܢ ܕܡܚܠܛܐ' (Ewangeliyôn Damhalltê), que significa 'Evangelho dos Misturados', enquanto temos o 'ܐܘܢܓܠܝܘܢ ܕܡܦܪܫܐ' (Evangelion de Mepharreshe), que significa 'Evangelho dos Separados'.
A harmonia de Tatiano segue os evangelhos bem de perto no texto, mas os coloca numa sequência nova, diferente. Como em outras harmonias, o Diatessarão resolve as aparentes discrepâncias e contradições entre os quatro evangelhos individuais. Tatiano também omitiu as genealogias presentes em Mateus e em Lucas. Com o objetivo de incluir todo o material canônico, Tatiano criou sua própria sequência narrativa, diferente tanto da sequência dos Evangelhos sinóticos quanto da encontrada em João e também omitiu duplicações, especialmente entre os sinóticos. A harmonia ainda omite o encontro de Jesus com a adúltera (Perícopa da Adúltera - João 7:53 até João 8:11), uma passagem que alguns consideram não ser originalmente parte do texto de João. Assim, apenas 56 versículos dos Evangelhos canônicos não tem uma contraparte no Diatessarão, o que deixa o texto completo com aproximadamente 74% do comprimento total dos quatro evangelhos juntos.
Durante os primeiros anos do Cristianismo, os evangelhos primeiro circularam de forma independente, sendo o de Mateus o mais popular. O Diatessarão é uma notável evidência da considerável autoridade que os quatro evangelhos canônicos tinham já na segunda metade do século II. Vinte anos após a harmonia de Tatiano, Ireneu expressamente proclamou a autoridade formal dos quatro evangelhos. O Diatessarão se tornou a versão padrão dos evangelhos em algumas igrejas siríacas até pelo menos o quinto século, quando cedeu espaço para as versões independentes, na versão da Bíblia chamada Peshitta.

## A Harmonia de Tatiano
Tatiano era um assírio, discípulo de Justino Mártir em Roma. Não é claro como Tatiano chegou à sequência narrativa que ele deu à sua harmonia, principalmente o quanto ele tomou emprestado de autores mais antigos. Também não é claro se ele já se utilizou de versões traduzidas para o siríaco ou se a tradução foi feita por ele mesmo. Onde o Diatessarão preserva citações evangélicas do Antigo Testamento, o texto parece estar mais em acordo com o encontrado na versão da Peshitta do que a versão do testamento encontrada na Septuaginta grega - utilizada pelos autores dos evangelhos originais. É consenso entre os especialistas que o texto do Antigo Testamento da Peshitta é mais antigo que o do Diatessarão e é uma tradução independente da Bíblia judaica. A resolução destas questões acadêmicas permanece muito difícil de se conseguida, uma vez que nenhuma versão completa do Diatessarão, seja em siríaco ou grego, foi encontrada até agora. Isso por que as traduções medievais que sobreviveram - em árabe e em latim - se basearam em textos já fortemente "corrigidos" para que se adequassem melhor com as versões canônicas dos quatro evangelhos independentes. Por fim, existe ainda um antigo comentário sobre o texto em armênio.
Há uma certeza entre os estudiosos sobre qual teria sido a língua utilizada por Tatiano em sua composição original, se foi o siríaco ou o grego. O consenso atual privilegia a tese do siríaco, embora se concorde que o exercício deve ter sido repetido em grego logo em seguida, provavelmente pelo próprio Tatiano.

## Diatessarão no Cristianismo Siríaco
O Diatessarão foi utilizado como a versão padrão do texto evangélico na liturgia em partes da Igreja siríaca por pelo menos dois séculos e foi citado ou aludido por autores siríacos. Efrém da Síria escreveu um comentário sobre ele, cujo original siríaco foi redescoberto apenas em 1957, quando um manuscrito adquirido por Sir Chester Beatty naquele mesmo ano (agora Papiro de Chester Beatty, MS 709, Dublin) se mostrou ser o texto do comentário de Éfrem. O manuscrito consistia de aproximadamente metade das folhas de um volume de escritos siríacos que foram catalogados em 1952 na biblioteca do mosteiro copta de Deir Suriani, no Uádi Natrum, Egito. Posteriormente, a Biblioteca de Chester Beatty conseguiu localizar e adquirir mais 42 folhas, o que soma 80% do texto do comentário original. Éfrem não comentou sobre todas as passagens do Diatessarão e também não cita sempre as passagens comentadas por inteiro, mas para aquelas onde ele o faz, o comentário é muito importante para confirmar pela primeira vez, através de uma testemunha confiável do original de Tatiano, o conteúdo e a sequência do Diatessarão original.
Como um texto evangélico que foi padrão no Cristianismo siríaco por tanto tempo desapareceu requer alguma explicação. Teodoreto, bispo de Cirro no Eufrates na Síria antiga em 423, procurou e encontrou mais de 200 cópias do Diatessarão, que ele "juntou e jogou fora, introduzindo no lugar os quatro evangelistas". Assim, a harmonização foi substituída no século V pelos quatro evangelhos canônicos individuais na Peshitta que, ainda assim, ainda contém muitos trechos do Diatessarão. Gradualmente, sem que se encontrassem cópias sobreviventes às quais se pudesse referir, o Diatessarão desenvolveu uma reputação de ter sido uma obra herética.

## Harmonias vernaculares derivadas do Diatessarão

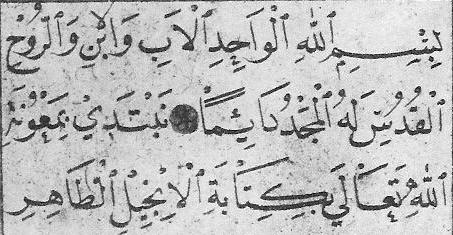
Diatessarão

Nenhuma outra tradição cristã além da siríaca jamais adotou uma versão harmonizada do texto dos evangelhos em sua liturgia. Porém, em muitas tradições (dada a tendência intrínseca dos textos litúrgicos cristãos de se ossificarem), não era incomum que gerações subsequentes procurassem versões parafraseadas dos Evangelhos num linguajar mais próximo ao vernáculo de seu próprio tempo. Frequentemente, estas versões foram construídas como harmonias, às vezes tomando o Diatessarão como exemplo e, em outras, seguindo de forma independente. Assim, de um texto siríaco do Diatessarão se derivou uma harmonia árabe do século XI (fonte de todas as traduções para o inglês do texto) e uma persa do século XIII. A versão árabe preserva exatamente a ordem de Tatiano, mas se utiliza de um texto fonte muito próximo do que foi utilizado por Éfrem em seu comentário. Acredita-se que o Diatessarão estava disponível para Maomé e pode ter levado à crença explicitada no Alcorão de que o evangelho cristão era formado por apenas um texto.
Uma versão latina antiga (Vetus Latina) do texto siríaco de Tatiano parece ter circulado no ocidente a partir do século II, com uma sequência ajustada para refletir de forma mais próxima a do Evangelho de Lucas, além de incluir também material adicional (como a Perícopa da adúltera), possivelmente do Evangelho dos Hebreus. Com a gradual adoção da Vulgata como o texto litúrgico do Evangelho na Igreja Latina, o Diatessarão latino foi cada vez mais "ajustado" para corresponder com o texto da Vulgata. Em 546, Vítor de Cápua descobriu um destes manuscritos híbridos que, ainda mais corrigido por ele até que se tornasse um texto muito puro da Vulgata dentro de uma sequência modificada do Diatessarão, se conhece hoje como Codex Fuldensis. Este texto foi preservado numa biblioteca monástica em Fulda, onde ele serviu de fonte para as harmonias vernaculares em alto alemão antigo, franco oriental e saxão antigo (o aliterativo poema 'Heliand'). Versões híbridas do Diatessarão com a Vulgata parecem também ter continuado como uma tradição distinta, pois textos assim parecem estar na fonte de harmonias sobreviventes do Evangelho dos séculos XIII e XIV em diversas línguas medievais da Europa ocidental, ainda que nenhum exemplo deste hipotético sub-texto latino tenha sido recuperado até agora. Este texto ainda já foi sugerido como sendo fonte para o enigmático texto pró-muçulmano do século XVI chamado Evangelho de Barnabé.